# دیوید آباگنا
دیوید آباگنا (انگلیسی: David Abagna؛ زادهٔ ۹ سپتامبر ۱۹۹۸) بازیکن فوتبال اهل غنا است.
وی همچنین در تیم ملی فوتبال غنا بازی کرده است.